# كارلو بريموراتش
كارلو بريموراتش هو لاعب كرة قدم كرواتي في مركز الهجوم، ولد في 1 يونيو 1984 في أوسييك في كرواتيا. شارك مع منتخب كرواتيا تحت 20 سنة لكرة القدم ومنتخب كرواتيا تحت 21 سنة لكرة القدم. أما مع النوادي، فقد لعب مع دينامو زغرب ونادي أوسييك ونادي إسترا 1961.

## وصلات خارجية
- كارلو بريموراتش على موقع اتحاد كرواتيا (الكرواتية)
- كارلو بريموراتش على موقع قاعدة بيانات كرة القدم.إي يو (الإنجليزية)